# チベン製薬
チベン製薬（ちべんせいやく）は、大阪府茨木市に本社と工場を置く製薬会社である。
大阪家庭薬協会に加盟している。

## 設立経緯
初代代表取締役の吉井祥二氏の実母は、宗教法人辯天宗の宗祖であった大森智辯（旧名：清子）である。（高校野球で知られる智辯学園は大森智辯の発願で建設された学校）
明治42年生まれで奈良県吉野飯貝の出身であった智辯は、小学校入学前に祖母に連れられて山に入り、薬草を採取していた。
智辯の並外れた薬草の知識は祖母から教わったもので、幼いころの将来の夢は薬剤師であった。
小学校2年の時、生家の柱に「あさおきて きものきて おくすりとって がっこうたてて」と落書きをする。「おくすりとって」はチベン製薬株式会社、「がっこうたてて」は智辯学園へとつながるエピソードとして語り継がれている。
昭和4年に高野山真言宗の僧侶大森智祥氏と結婚。そして昭和9年に大辯才天女尊から天啓を享け、その後は宗教家としての人生を歩む。
神からの霊示をもって人々を救う修行の道の中で智辯は、薬草を用いて病気で苦しむ人々を救っていった。これがチベン製薬の源流となる。
後に智辯の次男:祥二氏が薬剤師の資格を取り、昭和32年にチベン製薬を創業した。
薬は「胃腸煎」「女神湯」「妙音湯」「水気下し」などの漢方薬をはじめ、湿布薬、軟膏薬、ドリンク剤などがある。
中でも漢方湿布薬の「喜世効」、軟膏薬の「雪妙」はチベン製薬のブランド製品で、使用者から長く愛されてきた。

## 薬店舗
- ちべん薬舗大阪店　〒567-0073　大阪府茨木市西穂積町7-41　辯天宗冥應寺内
- ちべん薬舗五條店　〒637-0036　奈良県五條市野原町4-6-25　総本山如意寺内

## 主な製品

### 生薬煎剤
チベン胃腸煎（第2類医薬品）
ケイヒ、ソウジュツなど9種類の生薬を配合。
食欲不振、胃部・腹部膨満感、消化不良、胃弱、食べ過ぎ、飲み過ぎ、胸焼け、もたれ、胸のつかえ、はきけ、嘔吐、整腸、軟便、便秘に効果がある。

妙音湯（第2類医薬品）
麦門冬、バイモなど9種類の生薬を配合。
感冒、肺炎、肋膜炎、気管支カタルの熱を解し、咳を鎮め胸痛を去る。

水気下し（第2類医薬品）
ナンバンゲなど9種類の生薬を配合。
利尿剤として腎臓病、膀胱カタル、尿道炎、脚気に用いる。

ろいま湯（第2類医薬品）
ボウイ等8種類の生薬を配合。
神経痛、リウマチ、関節痛、痛風に効果がある。

宝珠湯（第2類医薬品）
シュロジツ、ボウフウなど10種類の生薬を配合。
脳溢血、血圧亢進、神経痛に効果がある。

### 生薬浸剤
女神湯（第2類医薬品）
オウゴン、センキュウなど15種類の生薬を配合。
のぼせ、のぼせ目、ヒステリー、月経不順、産前産後、冷え込み、めまいに効果がある。

### 外用薬
喜世効（第3類医薬品）
ねつ、はれ、いたみ、漢方しっぷ薬。
神経痛、リウマチ、関節炎、肩のこり、肋膜炎、肺炎、筋肉痛、腰痛、打ち身、くじきの消炎、鎮痛に効果がある。

外用 雪妙（第3類医薬品）
皮膚疾患治療薬。
かゆみ止め、じんましん、ひび、しもやけ、あかぎれ、切り傷、すり傷、やけど、毒虫刺され、くさ、あせも、ただれに効果がある。

### 薬用入浴剤
麗仙湯（医薬部外品）
経痛、リウマチ、冷え性、肩のこり、腰痛、荒れ性、あせも、しっしん、しもやけ、痔に効果がある。